# FK Slavija
FK Slavija este o echipă de fotbal din Istočno Sarajevo, Bosnia și Herzegovina.

## Titluri
- Regatul Yugoslaviei
  - Lo: 1935-36

- Republika Srpska - Prima ligă
  - Champions: 2003-04

- Cupa Republicii Srpska
  - Campioni: 2005-06

- Cupa Bosniei
  - Campioni: 2008-09
  - Finaliști: 2006-07

## FK Slavija în Europa
| Sezon   | Competiție          | Rundă |           | Club                 | Acasă | Deplasare |
| ------- | ------------------- | ----- | --------- | -------------------- | ----- | --------- |
| 2007    | Cupa UEFA Intertoto | 1R    | Andorra   | UE Sant Julià        | 3-2   | 3-2       |
|         |                     | 2R    | România   | FC Oțelul Galați     | 0-0   | 0-3       |
| 2009-10 | UEFA Europa League  | 2Q    | Danemarca | Aalborg Boldspilklub | 3-1   | 0-0       |
|         |                     | 3Q    | Slovacia  | MFK Košice           | 0-2   | 1-3       |